# Georgetown (Louisiana)
Georgetown és una població dels Estats Units a l'estat de Louisiana. Segons el cens del 2000 tenia 301 habitants.

## Demografia
Segons el cens del 2000, Georgetown tenia 301 habitants, 126 habitatges, i 86 famílies. La densitat de població era de 89,4 habitants/km².
Dels 126 habitatges en un 34,9% hi vivien nens de menys de 18 anys, en un 49,2% hi vivien parelles casades, en un 15,1% dones solteres, i en un 31% no eren unitats familiars. En el 28,6% dels habitatges hi vivien persones soles el 18,3% de les quals corresponia a persones de 65 anys o més que vivien soles. El nombre mitjà de persones vivint en cada habitatge era de 2,39 i el nombre mitjà de persones que vivien en cada família era de 2,92.
Per edats la població es repartia de la següent manera: un 28,9% tenia menys de 18 anys, un 9% entre 18 i 24, un 28,6% entre 25 i 44, un 19,6% de 45 a 60 i un 14% 65 anys o més.
L'edat mediana era de 34 anys. Per cada 100 dones de 18 o més anys hi havia 79,8 homes.
La renda mediana per habitatge era de 23.750 $ i la renda mediana per família de 32.750 $. Els homes tenien una renda mediana de 25.000 $ mentre que les dones 18.750 $. La renda per capita de la població era de 13.167 $. Entorn del 18,7% de les famílies i el 22,1% de la població estaven per davall del llindar de pobresa.

## Poblacions més properes
El següent diagrama mostra les poblacions més properes.